# Greasemonkey

A Greasemonkey logója

A Greasemonkey a Mozilla Firefox bővítménye, amivel saját, JavaScriptben írt scriptjeinket futtathatjuk tetszőleges weboldal betöltésekor.
Ha beállítunk egy scriptet egy oldalra, akkor minden alkalommal betöltődik, amikor az adott oldalra látogatunk, tehát látszólag maradandóan megváltoztattuk az oldal működését.
A Greasemonkey-val extra funkciókat adhatunk weboldalaknak, pl ár-összehasonlítás funkciót az amazon.com oldalaira, kijavíthatunk vele egyes oldalakon felfedezett hibákat, és még számos egyéb dologra használhatjuk. A jól megírt scriptek úgy viselkednek, mintha az adott weboldal integrált részei volnának.

## Hasonló programok más böngészőkhöz
- Az Opera böngészőben a 8-as verzió óta van beépített lehetőség felhasználói JavaScriptek futtatására. Sok Greasemonkeyhoz írt script működik Operában is.
- Safari böngészőben a GreaseKit program segítségével használhatunk saját scripteket Mac OS operációs rendszeren.
- Konqueror böngészőhöz a KDE felületre írt Konqueror Userscript Archiválva 2016. március 26-i dátummal a Wayback Machine-ben program használható, ami nagyrészt kompatibilis a Greasemonkey scriptekkel.
- Internet Explorerben az IE7pro és a Greasemonkey for IE programokkal lehet saját scripteket futtatni.